# Михал Кубяк
Мѝхал Яро̀слав Ку̀бяк (на полски: Michał Jarosław Kubiak) е полски волейболист, национален състезател от 2011 г. Играе на поста посрещач. Настоящият му клубен отбор е Халкбанк Анкара.